# Бирен (Вестфален)
Бирен (њем. Büren) град је у њемачкој савезној држави Северна Рајна-Вестфалија. Једно је од 10 општинских средишта округа Падерборн. Према процјени из 2010. у граду је живјело 21.578 становника. Посједује регионалну шифру (AGS) 5774016, NUTS (DEA47) и LOCODE (DE BUQ) код.

## Географски и демографски подаци
Бирен се налази у савезној држави Северна Рајна-Вестфалија у округу Падерборн. Град се налази на надморској висини од 230 метара. Површина општине износи 170,9 km². У самом граду је, према процјени из 2010. године, живјело 21.578 становника. Просјечна густина становништва износи 126 становника/km².

## Међународна сарадња
| Мјесто          | Држава    | Врста сарадње | Од    |
| --------------- | --------- | ------------- | ----- |
| Шарантон ле Пон | Француска | партнерство   | 1989. |
| Кортемарк       | Белгија   | партнерство   | 1981. |
| Митерсил        | Аустрија  | партнерство   | 1995. |
|                 | Француска | партнерство   | 1991. |
| Игналина        | Литванија | партнерство   | 2003. |
| Извор           |           |               |       |